# Cottonwood (contea di Kaufman)
Cottonwood è un centro abitato degli Stati Uniti d'America situato nella contea di Kaufman dello Stato del Texas.
La popolazione era di 185 persone al censimento del 2010.

## Geografia fisica
Cottonwood è situata a 32°27′48″N 96°23′24″W (32.463437, -96.389931).
Secondo lo United States Census Bureau, ha un'area totale di 1,5 miglia quadrate (3,9 km²).

## Società

### Evoluzione demografica
Secondo il censimento del 2000, c'erano 181 persone, 65 nuclei familiari e 54 famiglie residenti nella città. La densità di popolazione era di 117,1 persone per miglio quadrato (45,1/km²). C'erano 69 unità abitative a una densità media di 44,6 per miglio quadrato (17,2/km²). La composizione etnica della città era formata dal 96,13% di bianchi, l'1,10% di afroamericani, l'1,66% di altre razze, e l'1,10% di due o più etnie. Ispanici o latinos di qualunque razza erano il 2,76% della popolazione.
C'erano 65 nuclei familiari di cui il 41,5% aveva figli di età inferiore ai 18 anni, il 76,9% aveva coppie sposate conviventi, il 4,6% aveva un capofamiglia femmina senza marito, e il 15,4% erano non-famiglie. Il 13,8% di tutti i nuclei familiari erano individuali e il 7,7% aveva componenti con un'età di 65 anni o più che vivevano da soli. Il numero di componenti medio di un nucleo familiare era di 2,78 e quello di una famiglia era di 3,05.
La popolazione era composta dal 28,7% di persone sotto i 18 anni, il 5,0% di persone dai 18 ai 24 anni, il 34,8% di persone dai 25 ai 44 anni, il 23,8% di persone dai 45 ai 64 anni, e il 7,7% di persone di 65 anni o più. L'età media era di 36 anni. Per ogni 100 femmine c'erano 105,7 maschi. Per ogni 100 femmine dai 18 anni in giù, c'erano 92,5 maschi.
Il reddito medio di un nucleo familiare era di 50.625 dollari e quello di una famiglia era di 57.500 dollari. I maschi avevano un reddito medio di 46.250 dollari contro i 26.563 dollari delle femmine. Il reddito pro capite era di 23.189 dollari. Circa il 6,5% delle famiglie e il 13,4% della popolazione erano sotto la soglia di povertà, incluso il 18,9% di persone sotto i 18 anni di età e il 22,2% di persone di 65 anni o più.